# Jennifer Humphrey
Pour les articles homonymes, voir Humphrey.
Jennifer Humphrey, née le 8 septembre 1984 à Memphis (Tennessee), est une joueuse américaine de basket-ball.

## Biographie
À sa sortie de Kentucky, elle fait la pré-saison avec le Fever de l'Indiana (WNBA) mais n'est pas conservée. 
Elle joue une première saison en Pologne, à Łódź, où elle est meilleure rebondeuse du championnat. Elle commence la saison 2008-2009 en Israël à Ashdod, mais la finit à Basket Landes en Ligue féminine de basket. Toujours en LFB, elle rejoint la saison suivante le COB Calais, puis revient à l'été 2010 à Basket Landes.
En avril 2013, elle conclut trois saisons à Basket Landes.

## Clubs
| Saisons               | Équipe                      | Pays       |
| 2002-2006             | Wildcats du Kentucky (NCAA) | États-Unis |
| 2007-2008             | Lodz                        | Pologne    |
| 2008-2009             | Maccabi Ashdod              | Israël     |
| Jan. 2009 - Juin 2009 | Basket Landes               | France     |
| 2009-2010             | COB Calais                  | France     |
| 2010- 2013            | Basket Landes               | France     |